# Cintajaya (Tanjungjaya)
Cintajaya is een bestuurslaag in het regentschap Tasikmalaya van de provincie West-Java, Indonesië. Cintajaya telt 3660 inwoners (volkstelling 2010).